# کامپتوتسین
کامپتوتسین (انگلیسی: Camptothecin) یک ترکیب آلی با منشاء طبیعی است که خواص ضد سرطانی دارد و برای به دست آوردن برخی از داروهای شیمیایی نیمه مصنوعی (مانند ایرینوتکان، روبیتکان و توپوتکان) استفاده می‌شود.  این ترکیب یک آلکالوئید است و از ساقه Camptotheca acuminata جدا شده است. اثر فارماکولوژیک با مهار توپوایزومراز نوع I آشکار می‌شود. فعالیت ضد سرطانی آن بسیار خوب است، اما این ترکیب حلالیت بسیار کمی دارد، که منجر به توسعه مشتقاتی شد که هم‌اکنون در شیمی‌درمانی استفاده می‌شوند.